# Estrablin
Estrablin is een gemeente in het Franse departement Isère (regio Auvergne-Rhône-Alpes). De plaats maakt deel uit van het arrondissement Vienne. Estrablin telde op 1 januari 2022 3.682 inwoners.

## Geografie
De oppervlakte van Estrablin bedroeg op 1 januari 2022 20,69 vierkante kilometer; de bevolkingsdichtheid was toen 178 inwoners per km².

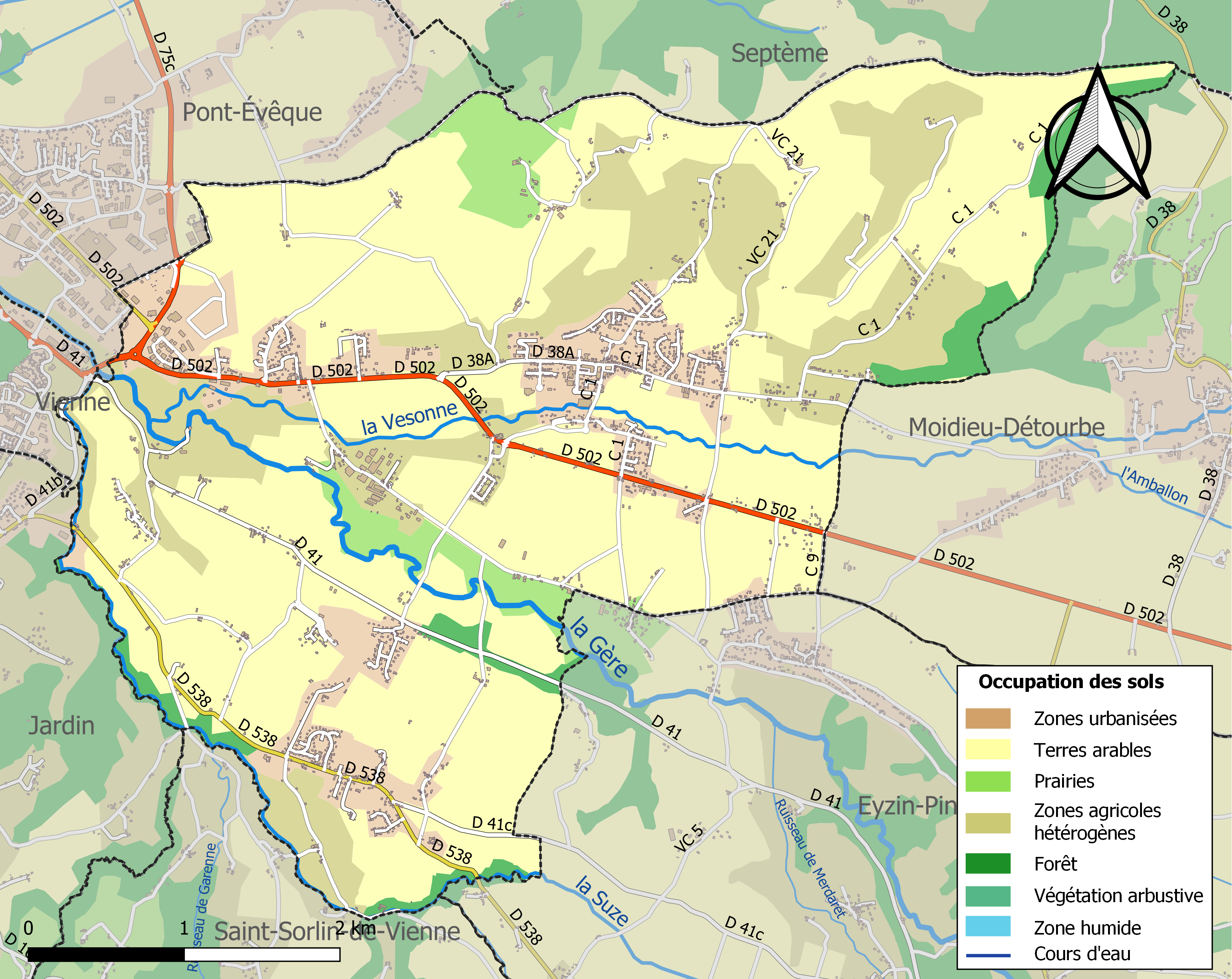
Kaart van de gemeente met de belangrijkste infrastructuur, bodemgebruik en omliggende gemeenten

## Demografie
Onderstaande figuur toont het verloop van het inwonertal (bron: INSEE-tellingen).